# Tôn Hòa
Tôn Hòa (chữ Hán:孫和; 224-253) ông là hoàng thái tử nhà Đông Ngô con thứ 3 Ngô Đại Đế Tôn Quyền và là cha của Ngô Mạt Đế Tôn Hạo. Sau khi con ông Tôn Hạo lên ngôi vua năm 264 ông được truy tôn thụy hiệu là Ngô Văn Đế

## Gia đình
- Ông nội: Tôn Kiên
- Bà nội: Ngô phu nhân, sau truy tôn Vũ Liệt hoàng hậu
- Bác: Tôn Sách
- Cha: Tôn Quyền
- Mẹ: Vương phu nhân, sau truy tôn Đại Ý hoàng hậu
- Anh trai: 
  - Tôn Đăng, tự Tử Cao (mất sớm)
  - Tôn Lự, tự Tử Trí
- Em trai:
  - Tôn Bá, tự Tử Uy
  - Tôn Phấn, tự Tử Dương
  - Tôn Hưu, tự Tử Liệt (hoàng đế thứ 3 nhà Ngô, Ngô Cảnh Đế)
  - Tôn Lượng, tự Tử Minh (hoàng đế thứ 2 nhà Ngô, Ngô Phế Đế)
- Con:
  - Con trai: Tôn Hạo (hoàng đế thứ 4 nhà Ngô, Ngô Mạt Đế)